# Roberto Pelliconi
Roberto Pelliconi (Imola, 14 novembre 1962) è un ex ciclista su strada italiano, due volte campione nazionale dilettanti e professionista dal 1989 al 1996.

## Carriera
Da dilettante vinse due campionati italiani, nel 1985 e nel 1988; fu inoltre settimo nella prova in linea ai Giochi olimpici di Seul 1988. Passato professionista, colse un successo importante nel 1989, quando si impose al Trofeo Matteotti; fece peraltro sue tre tappe al Sun Tour in Australia.
In carriera mise a referto anche diversi piazzamenti, come il secondo posto al Gran Premio Città di Camaiore 1990, gara quell'anno valida anche come corsa tricolore (perse per pochi secondi nei confronti di Giorgio Furlan), il terzo alla Milano-Vignola 1992 e il secondo al Gran Premio Città di Rio Saliceto e Correggio 1995.
Dopo il ritiro dalle competizioni, avvenuto al termine della stagione 1996, è stato per undici anni collaboratore di Ivano Fanini alla Amore & Vita, squadra per cui già aveva gareggiato nel triennio 1990-1992.

## Palmarès
- 1983 (Dilettanti)

Gran Premio Calvatone
- 1984 (Dilettanti)

Coppa Collecchio
- 1985 (Dilettanti)

Nastro d'Oro
Coppa Negrini, valida per i Campionati italiani, Prova in linea Dilettanti
- 1986 (Dilettanti)

Gran Premio Montanino
Trofeo Mauro Pizzoli
Coppa Varignana
- 1987 (Dilettanti)

Trofeo Angelo Dall'Agata
Giro del Basso Lazio
Quattro Giorni Ciclistica Modenese
Trofeo Nicola Pistelli
- 1988 (Dilettanti)

Piccola Tre Valli Varesine
Giro del Montalbano
Coppa Ciuffenna
Campionati italiani, Prova in linea Dilettanti
- 1989

Trofeo Matteotti
16ª tappa Sun Tour
- 1991

9ª tappa Sun Tour
- 1992

3ª tappa West-Virginia Mountain Classic
Lancaster Classic
- 1994

11ª tappa Giro del Portogallo
6ª tappa Sun Tour

## Piazzamenti

### Grandi Giri
- Giro d'Italia

1990: 141º
1991: 108º
1995: 122º
1996: 90º
- Vuelta a España

1992: 133º
1993: 58º
1994: 108º

### Classiche monumento
- Milano-Sanremo

1990: 29º
1991: 101º
1995: 65º
1996: 99º
- Giro delle Fiandre

1994: 79º

### Competizioni mondiali
- Giochi olimpici

Seoul 1988 - In linea: 7º